# Ochraethes brevicornis
Ochraethes brevicornis es una especie de escarabajo longicornio del género Ochraethes, tribu Clytini, subfamilia Cerambycinae. Fue descrita científicamente por Chevrolat en 1860.

## Descripción
Mide 6-12 milímetros de longitud.

## Distribución
Se distribuye por México.